# Рачунајте на нас!
Рачунајте на нас! је југословенска патриотска песма новосадске групе Рани мраз из 1978. године.

## Информације
Текст песме написао је Ђорђе Балашевић, а сингл албум објавила је Продукција грамофонских плача Радио телевизије Београд. На Б страни налазила се песма Страшан жуљ. Захваљујући другачијем третману југословенске револуције у односу на до тада уобичајене соцреалистичке песме, Рачунајте на нас! је убрзо постала химна те генерације, која се могла чути у свакодневној и свечаној прилици, долази као облик касне пионирске заклетве. У песми се слави Југославија, Партизани и заклетва Титу.
Уочи снимања студијске верзије групи Рани мраз придружују се Бора Ђорђевић и Биља Крстић. У децембру 1979. Балашевић је ову песму запевао пред Титом. Песма је представљена у разним верзијама, а једна од најпознатијих је изведба Балашевића, Здравка Чолића и Мери Цетинић.
У данима када је написао песму најављено је да ће наступати за Тита у Карађорђеву и за ту прилику одлучује да напише песму, која се допала и бенду и публици када су је по први пут извели на суботичком фестивалу. У интервјуу за Југопапир 1986. Балашевић је рекао да није желео да се ставља у позицију гласа народа и да је писао искрено и без калкулација оно што му је у том моменту и тој ситуацији било на души и да му не би било право да је живот провео певајући о кућицама у цвећу, жабама и птицама. То је био одговор на промену расположења према овој песми, која је у почетку била инстант популарна и прихваћена, чак је био оптужен да подилази властима, а потом су му фанови саветовали да је више не пева. Балашевић је тако престао да изводи ту песму на наступима. Сметало му је што је песма експлоатисана за Дан ослобођења, дан овога и онога, долазак, пролазак, долазак штафете, рекао је за Полет 1986. године. Наводи и да је долазио у незгодне ситуације када би покушао да одбије да је пева.

## Реакције
Крајем 1980. љубљански антирежимски бенд Панкрти је Балашевићу иронично одговорио сопственом верзијом Рачуните з нами, којом се ругају Савезу комуниста Југославије и његовим представницима, јер им је оригинална верзија у то доба звучала патетично. Исте године Балашевић објављује збирку поезије под истим именом.
Године 1997. словеначка група Заклонишче Препева је обрадила ову нумеру. Песма се налази на албуму Ново време - старе дилеме. Група наводи да је аранжман настао у време када је у Словенији владало антијугословенско расположење и песма је отпевана као протест и провокација против националистичких елита и општег неолибералног, капиталистичког друштвеног поретка.
Године 2018. Балашевић је на концерту у Сплиту одбио да изведе песму Рачунајте на нас, након што га је неколико обожавалаца замолило да је још једном отпева. Рекао је да се оставе тих тема и да треба да се радују другим стварима, а не Југославији, да је ваљала не би дошло до распада.
Модификоване верзије ове песме користе навијачи и Звезде и Партизана.